# Gamagori
Gamagori (Japans: 蒲郡市, Gamagōri-shi) is een stad in de Japanse prefectuur Aichi. De oppervlakte van deze stad is 56,81 km² en eind 2009 had de stad ruim 82.000 inwoners.

## Geschiedenis
Op 6 oktober 1891 werd het dorp Gamagori een gemeente (蒲郡町, Gamagōri-chō).
Gamagori werd op 1 april 1954 een stad (shi) na samenvoeging van de gemeentes Gamagori, Mitani (三谷町, Mitani-chō) en het dorp Shiozu (塩津村, Shiozu-mura).
Latere uitbreidingen van de stad:
- 1 oktober 1955 met de dorpen twee dorpen
- 12 november 1961 met een gemeente
- 1 april 1962 met de gemeente Katahara (形原町, Katahara-chō)
- 1 april 1963 met de gemeente Nishiura (西浦町, Nishiura-chō)

## Economie
Gamagori is bekend om de productie van mandarijnen. Verder zijn visserij en de katoenweverij voor de stad economisch gezien belangrijk.
Enkele industriële producten uit Gamagori zijn hardmetalen precisiegereedschap, lenzen en optica en kunststoffen voor medische toepassing.

## Verkeer
Gamagori ligt aan de Tokaido-hoofdlijn van de Central Japan Railway Company en de Gamagori-lijn van de Nagoya Spoorwegmaatschappij (Meitetsu).
Gamagori ligt aan de nationale autowegen 23, 247, 248 en 473, en aan de prefecturale wegen 73, 321, 322, 323, 368, 369, 370, 371, 372, 376, 383, 493, 494 en 525. Ook ligt de stad aan de Otowa-Gamagori-tolweg.

## Bezienswaardigheden
- Diverse onsen: Miya onsen, Nisiura onsen en Katahara onsen.
- Takeshima, een eiland verbonden met de stad door een 387m lange brug.
- Natuurhistorisch museum en aquarium.
- Gamagori-festival, jaarlijks in het laatste weekeinde van juli.
- Miya-festival, jaarlijks in het vierde weekeinde van oktober.

## Sport
Gamagori was in 2005 gastheer van de Wereldkampioenschappen triatlon.

## Partnersteden
Gamagori heeft een stedenband met
- Gisborne, Nieuw-Zeeland, sinds 27 juli 1996

## Aangrenzende steden
- Okazaki
- Toyokawa

## Geboren in Gamagori
- Suzuki Mosaburo (鈴木茂三郎, Suzuki Mosaburō), journalist en socialistisch leider
- Keiichiro Hirano (平野 啓一郎, Hirano Keiichirō), schrijver
- Tamanoumi Masahiro (玉の海 正洋, 정정부, 鄭正夫, Jung Jung-bu), sumo-worstelaar